# 연맹왕국
한국사에서 연맹왕국(聯盟王國)은 한국의 고대 국가발전 과정 중의 하나로, 고조선 멸망 후 건국된 여러 나라의 공통된 통치형태를 말한다. 부여, 가야, 초기 고구려, 백제, 신라 등이 이에 해당된다.

## 특징
연맹왕국의 특징은, 먼저 국가내에 여러 부족들이 있고, 그들의 영향력이 막강했다는 것이다. 부여의 사출도를 보면 알 수 있듯이, 연맹왕국 내의 부족들은 각각 자치권과 같은 권한을 가졌고, 그들은 중앙을 제외한 자신들의 영토를 다스릴 수 있었으며, 또한 다른 연맹왕국의 특징으로, 왕권이 상대적으로 미약했다. 앞서 말했듯이 여러 부족들이 서로 각자 자신들의 영토를 다스리고 실세를 자처하는 상황에서 왕권은 당연히 약할 수밖에 없었다.

## 변화
이와 같은 연맹왕국 중에서, 시간이 흐르자 고구려 백제 신라와 같은 나라들은 연맹왕국을 사실상 탈피하기 위하여 국가의 권력[왕족]이, 중앙으로 집중되는 중앙집권화를 하기 시작하였는데, 그러한 특징은 고구려의 소수림왕 백제의 근초고왕 신라의 법흥왕때 자세히 나타난다.
삼국은 동일하게 영토 확장을 통해 왕권을 강화시켰으며, 율령을 반포하여 행정을 정비하였고, 지방귀족집단을 중앙관료집단에 배속시켰다. 또한 불교를 받아들여 사상을 통일했다. 이와 같은 중앙집권화를 거친뒤 삼국은 좀 더 강화된 왕권을 배경으로 완전한 국가의 면모를 갖추게 되었다.